# Älskade spion (roman)
007 – Älskade spion (eng. titel The Spy Who Loved Me) är den tionde i en serie romaner om agenten James Bond skriven av Ian Fleming. Boken kom ut på engelska första gången 1962. Eftersom den skiljer sig väldigt mycket från de övriga Bond-böckerna bestämde Ian Fleming att endast titeln fick användas till en Bond-film, vilket också gjordes i och med Älskade spion 1977, med Roger Moore i huvudrollen.

## Handling
Boken är indelad i tre delar. I den första minns den unga kanadensiska kvinnan Vivienne Michel sina tidigare älskare: Derek Mallaby som tog hennes oskuld och lämnade henne strax därefter, och hennes boss Kurt Rainer som gjorde henne med barn och dumpade henne efter att ha betalat för en abort i Schweiz.
Den andra delen av boken handlar om hur hon tar ett jobb som husvakt på ett billigt motell för att betala sin resa genom USA. Men innan ägaren kommer tillbaka får hon besök av två tuffingar, "Sluggsy" Morant och Sol "Horror" Horowitz, som påstår att de är där för ägarens räkning för att se till så att försäkringarna ska kunna gå igenom, men i själva verket är anställda av ägaren Sanguinetti för att bränna ner stället och lägga skulden på Michel, så att han ska få ut försäkringspengarna.
Båda två beter sig illa mot Michel, och hotar att våldta henne, men i den tredje delen av boken dyker James Bond upp och avbryter misshandeln av henne. Hans bil har fått punktering under sökandet efter Blofeld (se Åskbollen), och han stannar för natten, vilket stör tuffingarnas plan. 

## Karaktärer (i urval)
- James Bond
- Vivienne Michel
- "Sluggsy" Morant
- Sol "Horror" Horowitz
- Derek Mallaby
- Kurt Rainer

## Övrigt
- Boken berättas i jag-form av Vivienne Michel. I tidiga versioner av boken står Vivienne Michel dessutom som medförfattare till boken. Fleming påstod att han hittade boken på sitt skrivbord, och att han efter att ha tagit bort saker som stred mot brittiska Secret Service:s tystnadsplikt, gav ut den som en av sina böcker. Vissa har tolkat det så att han ville distansera sig från en misslyckad bok. Andra har sett det som en postmodernt experiment (se kommentarer till Man lever bara två gånger).
- Älskade spion är den kortaste av Flemings Bond-böcker, och den som innehåller mest sex. Den är dessutom unik eftersom Bond inte dyker upp förrän sista tredjedelen (men se kommentarer till Kamrat Mördare). De faktorerna gjorde att boken inte gavs ut i pocketversion förrän efter Flemings död. Fleming ville i själva verket inte ge ut boken alls i pocket.
- Under Bonds natt med Michel berättar han om händelserna efter Åskbollen: S.P.E.C.T.R.E. krossades men Blofeld kom undan.
- I USA gavs boken ut i förkortad version i herrtidningen Stag under titeln "Motel Nymph".

## Serieversion
Från december 1967  gavs Älskade spion ut som tecknad serie i tidningen Daily Express. Serieversionen avviker från Flemings roman och innehåller en skildring av fallet Bond arbetade på innan han kom till Michels undsättning: S.P.E.C.T.R.E. utpressar piloten till ett nytt stealth-flygplan, Ghosthawk, och Bond tar hans plats, men lyckas inte nästla sig in i organisationen, som numera leds av en maskklädd kvinna med kodnamn Spectra. Novellen adapterades av Jim Lawrence och ritades av Yaroslav Horak. Serien har senare återpublicerats i såväl album som den svenska tidningen James Bond Agent 007